# OIC Poland
Polska Fundacja Ośrodków Wspomagania Rozwoju Gospodarczego "OIC Poland" – założona w 1991 roku przy współpracy z amerykańską fundacją OIC International (Opportunities Industrialization Centers) prywatna polska organizacja pozarządowa, z siedzibą w Lublinie. Założyciel Wyższej Szkoły Ekonomii i Innowacji w Lublinie.
Celem Fundacji OIC Poland jest zapobieganie bezrobociu oraz promowanie rozwoju gospodarczego i społecznego regionu lubelskiego. W tym celu Fundacja organizuje między innymi projekty edukacyjne związane z aktywizacją zawodową i podnoszeniem kwalifikacji zawodowych, zarządzaniem i restrukturyzacją firm oraz rozwojem przedsiębiorczości; współpracuje m.in. z Polskim Towarzystwem Ekonomicznym. Na realizację projektów pozyskuje środki m.in. z Europejskiego Funduszu Społecznego.
Jest również realizatorem projektów dotyczących współpracy jednostek administracji publicznej z organizacjami pozarządowymi.